# Valentina Ricci
Valentina Ricci (Bruselas, 31 de agosto de 1992) es una actriz pornográfica y modelo erótica belga.

## Biografía
Valentina Ricci es el nombre artístico de esta actriz porno nacida en Bruselas a finales de agosto de 1992, cogido del nombre de la veterana actriz del mismo nombre protagonista del filme italiano La caída de los dioses. No se conocen muchos datos acerca de su vida antes de 2016, cuando a sus 24 años de edad debuta como actriz pornográfica.
Ha trabajado tanto para productoras europeas como estadounidenses, entre ellas Marc Dorcel Fantasies, Evil Angel, Sunset Media, Bizarre, DDF Network, Jacquie Et Michel, 21Sextury, Reality Kings, Colmax o Brazzers.
En 2018 recibió su primera nominación en los AVN, en la categoría de Artista femenina extranjera del año. Repetiría al año siguiente con otra nominación, esta vez en la categoría de Mejor escena de sexo lésbico grupal en producción extranjera, junto a Cassie del Isla, por Military Misconduct.
Ha rodado más de 130 películas.
Alguno de sus trabajos son Bitches And Pets 2, Heaven Of Tits, Hot For Hard Cocks, Military Misconduct, Orgasm Me, Russian Institute Lesson 23 - The Cocktease o Vices A La Francaise.

## Premios y nominaciones
| Año  | Ceremonia   | Resultado | Premio                                                       | Trabajo             |
| ---- | ----------- | --------- | ------------------------------------------------------------ | ------------------- |
| 2018 | Premios AVN | Nominada  | Artista femenina extranjera del año                          | —                   |
| 2019 | Premios AVN | Nominada  | Mejor escena de sexo lésbico grupal en producción extranjera | Military Misconduct |